# Ambulyx bakeri
Ambulyx bakeri là một loài bướm đêm thuộc họ Sphingidae. Nó được miêu tả bởi Clark năm 1929, và được tìm thấy ở Philipines.